# Just Calveyrach
Just Calveyrach (Perpinyà, 1900 - Enghien-les-Bains, Illa de França, 19 d'abril de 1990) fou un escriptor nord-català. Durant els anys 20 va publicar diversos articles a favor de Francesc Macià i va dirigir les revistes La Lyre, L'Éveil Catalan (del 1924 al 1933), a la qual va donar un enfocament molt regionalista, i Madeloc (el 1952). Durant els anys 40 fou cap d'instrucció pública a la Guaiana Francesa, on hi va inaugurar el liceu de Caiena. Va passar bona part de la seva vida a l'Àfrica austral i a Amèrica ocupant càrrecs oficials.

## Obres
- Guyanes (1941)